# Loesenera talbotii
Loesenera talbotii är en ärtväxtart som beskrevs av Baker f. Loesenera talbotii ingår i släktet Loesenera och familjen ärtväxter. IUCN kategoriserar arten globalt som sårbar. Inga underarter finns listade i Catalogue of Life.